# هیرکاکوی (باشماکچی)
هیرکاکوی (به ترکی استانبولی: Hırkaköy) یک منطقهٔ مسکونی در ترکیه است که در باشماکچی واقع شده‌است. هیرکاکوی ۲۰۳ نفر جمعیت دارد.